# Akumajou Special: Boku Dracula-kun
Akumajou Special: Boku Dracula-kun (яп. 悪魔城すぺしゃる ぼくドラキュラくん) — видеоигра жанра платформер, пародия на игры серии Castlevania, разработанная и выпущенная японской компанией Konami 17 октября 1990 года эксклюзивно для игровой приставки Famicom. За пределами Японии игра не издавалась, однако в 1993 году для портативной игровой системы Game Boy была выпущена игра Kid Dracula (в японской версии также Akumajou Special: Boku Dracula-Kun) с идентичным протагонистом и схожим игровым процессом, по сюжету являющаяся продолжением этой игры.

## Сюжет и игровой процесс

Кадр из первого уровня игры

Главный герой — молодой сын Дракулы, разбужен ото сна злобным демоном Гарамотом (англ. Garamoth), опустошившим замок Дракулы. И теперь молодой Дракула должен найти злодея и отомстить ему.
Игра является пародией на игры серии Castlevania, также выпущенные компанией Konami, своего рода детским вариантом известной хоррор-игры. В игровом плане Boku Dracula-kun представляет собой типичный двухмерный платформер с боковым скроллингом в стиле игр Rockman, Chip ’n Dale: Rescue Rangers или Darkwing Duck. Главный герой игры — Алукард (англ. Alucard) Дракула, написанный в обратном порядке), сын графа Дракулы, путешествует по платформенным уровням игры и расправляется с многочисленными противниками: зомби, монстрами Франкенштейна, летучими мышами, ведьмами и призраками. Уровни игры и противники оформлены в комичном пародийном стиле.
Всего игра состоит из девяти уровней: замок Дракулы, облака, Арктика, Нью-Йорк, пустыня, космос и т. д. В конце каждого из них игроку предстоит встреча с главным противником уровня — боссом. Для противостояние врагам Алукард способен стрелять в них зарядами энергии. Кроме того, после прохождения первых пяти этапов молодой вампир получает новый специальный навык, это может быть особый вид оружия, например, самонаводящиеся заряды энергии, возможность превращаться в летучую мышь или замораживать своих противников.
Враги, убитые с помощью специального оружия, оставляют после себя монетки, на которые после прохождения каждого уровня можно сыграть в мини-игры, за успешное прохождение которых игрок получает дополнительные жизни для Алукарда.

## Критика
В целом Akumajou Special: Boku Dracula-kun получила положительные оценки почти во всех отзывах. На популярном интернет-портале GameFAQs игра получила оценку 9/10 по мнению рецензентов и 7,7/10 по мнению посетителей сайта. В ноябрьском номере журнала VideoGame за 1991 год игра была оценена в 7 баллов из 10.

### Рецензии
- Англоязычный веб-сайт Thunderbolt Games поставил Akumajou Special высокую оценку 9/10, назвав игру безупречным очаровательным платформером с хорошей музыкой и замечательным оформлением персонажей и уровней[5].
- Также высокую оценку — 4/5, игра получила на посвящённом видеоиграм NES сайте NES FANZ, в том числе: 3,5/5 за сюжет, по 4/5 за управление, графику и музыку и 4,%/5 за геймплей. Игра была названа в рецензии замечательным дополнением к серии Castlevania[6].
- На другом англоязычном сайте, посвящённом японским играм для Famicom и Famicom Disk System — Famicom World, приключения Алукарда получили оценку 3,5/5. Особо высоко были оценены графическое оформление уровней, персонажей и геймплей. Игра была названа замечательной и очень забавной. Довольно низкую оценку получило музыкальное сопровождение, не соответствующая по мнению рецензента духу игры[7].

## Прочие факты
- Музыкальная тема первого уровня игры является своеобразным пародийным ремиксом на «Beginning» из игры Castlevania III: Dracula’s Curse на NES.
- Главный злодей игры — Гарамот, выступает в роли одного из «боссов» игры Castlevania: Symphony of the Night.
- Алукард присутствует в играх Gokujō Parodius! ～Kako no Eikō o Motomete～ и Jikkyō Oshaberi Parodius, как один из предлагаемых на выбор персонажей.